# 片岡光宏
片岡 光宏（かたおか みつひろ、1962年3月22日 - ）は、広島県府中市出身の元プロ野球選手（内野手、投手）。

## 来歴・人物
広島県・府中市立第二中学校卒業後、野々村直通監督の熱心な勧誘があり、広島商や崇徳高校といった広島県内の強豪チームの誘いを辞退し、「僕の力で甲子園に行ってみせる」と、地元・府中市立府中東高等学校に入学。
府中東高校は、前身の私立北川工業時代には高橋一三や伊原春樹らを輩出した広島県東部の強豪だったが、片岡の頃は低迷し、片岡入部時の部員は2人で休部同然。片岡入部で甲子園が現実味を帯びて来たため、ベンチ入りピタリの部員15人に増えたが、そのうち野球未経験者が6人いた。野々村は「片岡を勧誘してとれたことが僕の野球の出発点」と話している。
1978年、2年時の春にエースとして広島県大会で優勝。秋の県大会では準決勝で広陵高を完封し、たった20分休んだ後、決勝の崇徳高を1点に抑えるタフネスぶりを見せた。中国大会決勝では下関商・山本一彦との投げ合いに敗れたが、恵まれた体が投げ込む剛球は、前年高校No.1と称された南陽工の「津田恒実に劣らない」と評された。
1979年、3年時に入部時に公約した夢を現実のものに引き寄せ、第51回選抜高等学校野球大会にエース・四番打者として出場。"超高校級"などと騒がれたが、1回戦で高松商の中尾貴紀（国鉄四国）に完封を喫し、自身も打ち込まれ大敗した。同年夏の県大会でも決勝に進出するが、永田利則らのいた広島商に敗れた。高校在学中は、東京の創価高へ練習に通い、同校監督稲垣人司の下で指導を受ける（稲垣の著書には、元々創価高も片岡をリストアップしていたと記されている）。
甲子園では初戦で打ち込まれたものの大型右腕として評価が高く、浪商高の牛島和彦、市立尼崎高の林泰宏と共に“高校三羽烏”と騒がれ、1979年のドラフト会議で広島東洋カープから1位指名を受け入団した。
外木場義郎がつけていた背番号14を引き継ぎ期待され、2年目の1981年には一軍初登板を果たしたが、右ひじを故障したこともあり投手としては大成せず、プロ6年目の1985年に内野手に転向した。
1987年に打者として一軍に出場し、主に代打として起用された。同年7月11日の広島市民球場 (初代)での阪神戦では9回裏に代打サヨナラ本塁打を放つなど、立て続けに劇的な決勝アーチを放つ。カープの伝説的な猛練習時代で、キャンプでは1日2000本をノルマに打ち込み、服が自分一人では脱げなくなったという。同年8月15日、16日には小早川毅彦に代わって四番打者として先発出場。当時監督の阿南準郎が将来の主軸打者として大きな期待をかけ、1988年には5月からランディ・ジョンソンに代わり三塁手として抜擢される。同年は88試合に先発出場を果たし、10本塁打を放つが打率は伸び悩む。
同年11月に斉藤浩行と共に本村信吾・片平哲也との2対2の交換トレードで中日ドラゴンズに移籍。
1989年には三塁手、二塁手として13試合に先発するが、中日での在籍は1年にとどまり、同年10月に北野勝則との交換により横浜大洋ホエールズに移籍。
1990年頃から椎間板ヘルニアに苦しみ、出場機会がなくなる。
1991年も実績を残せず、同年11月に自由契約となり現役引退した。
引退後は、広島お好み焼きが市民権を得られていない宮崎でやるのもおもしろいかな、と妻の実家のある宮崎市内で広島お好み焼き店『"本格広島"かたおか』を経営する。場所柄、毎年2月のプロ野球キャンプ期間中は多くの球界関係者が訪れる。星野仙一がジャガイモの煮っ転がし、松阪牛を抑えて、広島お好み焼きが大好物1位だったことから、2008年北京オリンピック「星野ジャパン」のコーチ陣の決起集会も同店で開かれた。その傍ら、社会人野球クラブチーム・宮崎ゴールデンゴールズの初代監督を務めたのちに、ゼネラルマネージャーも務めた。
2015年1月9日より、備後府中焼き広報大使となる。
2017年10月28日、「道の駅びんご府中」1周年記念イベントトークショー（会場：道の駅びんご府中 屋外特設会場）に恩師・野々村直通と共に登壇。
2017年10月29日、第7回府中まなびフェスタ スポーツ講演会「元プロスポーツ選手がやってくる！！」（会場：府中市立総合体育館）。

## 詳細情報

### 年度別投手成績
| 年 度     | 球 団     | 登 板 | 先 発 | 完 投 | 完 封 | 無 四 球 | 勝 利 | 敗 戦 | セ 丨 ブ | ホ 丨 ル ド | 勝 率 | 打 者 | 投 球 回 | 被 安 打 | 被 本 塁 打 | 与 四 球 | 敬 遠 | 与 死 球 | 奪 三 振 | 暴 投 | ボ 丨 ク | 失 点 | 自 責 点 | 防 御 率 | W H I P |
| --------- | --------- | ----- | ----- | ----- | ----- | -------- | ----- | ----- | -------- | ----------- | ----- | ----- | -------- | -------- | ----------- | -------- | ----- | -------- | -------- | ----- | -------- | ----- | -------- | -------- | ------- |
| 1981      | 広島      | 5     | 0     | 0     | 0     | 0        | 0     | 0     | 0        | --          | ----  | 33    | 6.1      | 15       | 1           | 1        | 0     | 0        | 4        | 2     | 0        | 7     | 7        | 9.95     | 2.53    |
| 通算：1年 | 通算：1年 | 5     | 0     | 0     | 0     | 0        | 0     | 0     | 0        | --          | ----  | 33    | 6.1      | 15       | 1           | 1        | 0     | 0        | 4        | 2     | 0        | 7     | 7        | 9.95     | 2.53    |

### 年度別打撃成績
| 年 度     | 球 団     | 試 合 | 打 席 | 打 数 | 得 点 | 安 打 | 二 塁 打 | 三 塁 打 | 本 塁 打 | 塁 打 | 打 点 | 盗 塁 | 盗 塁 死 | 犠 打 | 犠 飛 | 四 球 | 敬 遠 | 死 球 | 三 振 | 併 殺 打 | 打 率 | 出 塁 率 | 長 打 率 | O P S |
| --------- | --------- | ----- | ----- | ----- | ----- | ----- | -------- | -------- | -------- | ----- | ----- | ----- | -------- | ----- | ----- | ----- | ----- | ----- | ----- | -------- | ----- | -------- | -------- | ----- |
| 1981      | 広島      | 5     | 0     | 0     | 0     | 0     | 0        | 0        | 0        | 0     | 0     | 0     | 0        | 0     | 0     | 0     | 0     | 0     | 0     | 0        | ----  | ----     | ----     | ----  |
| 1987      | 広島      | 42    | 73    | 66    | 8     | 21    | 1        | 0        | 5        | 37    | 12    | 0     | 0        | 2     | 0     | 5     | 0     | 0     | 18    | 0        | .318  | .366     | .561     | .927  |
| 1988      | 広島      | 95    | 308   | 269   | 23    | 64    | 11       | 0        | 10       | 105   | 32    | 0     | 0        | 14    | 0     | 21    | 0     | 4     | 56    | 3        | .238  | .303     | .390     | .693  |
| 1989      | 中日      | 30    | 58    | 56    | 5     | 11    | 5        | 0        | 0        | 16    | 0     | 0     | 0        | 1     | 0     | 1     | 0     | 0     | 14    | 0        | .196  | .211     | .286     | .496  |
| 1991      | 大洋      | 7     | 6     | 4     | 0     | 0     | 0        | 0        | 0        | 0     | 0     | 0     | 0        | 0     | 0     | 2     | 1     | 0     | 2     | 0        | .000  | .333     | .000     | .333  |
| 通算：5年 | 通算：5年 | 179   | 445   | 395   | 36    | 96    | 17       | 0        | 15       | 158   | 44    | 0     | 0        | 17    | 0     | 29    | 1     | 4     | 90    | 3        | .243  | .301     | .400     | .701  |

### 記録
投手記録
- 初登板：1981年7月1日、対中日ドラゴンズ12回戦（広島市民球場）、9回表に3番手として救援登板・完了、1回1失点
- 初奪三振：1981年7月23日、対阪神タイガース16回戦（阪神甲子園球場）、8回裏に中田良弘から

打撃記録
- 初安打：1987年5月2日、対中日ドラゴンズ4回戦（広島市民球場）、8回裏に川端順の代打として出場、杉本正から左前安打
- 初本塁打・初打点：1987年7月9日、対読売ジャイアンツ12回戦（札幌市円山球場）、8回表に小早川毅彦の代打として出場、角三男から中越逆転決勝2ラン
- 初先発出場：1987年8月15日、対中日ドラゴンズ21回戦（広島市民球場）、4番・一塁手として先発出場

### 背番号
- 14（1980年 - 1984年）
- 44（1985年 - 1988年）
- 35（1989年）
- 53（1990年 - 1991年）